# BR-349
A BR-349 é uma rodovia federal diagonal brasileira, que interliga a BR-020, na altura da divisa entre os estados de Goiás e Bahia, indo até a cidade de Aracaju, capital de Sergipe.Na direção sudoeste, corta ainda, em Sergipe, os municípios de Itaporanga D`ajuda, Salgado, Riaçhão do Dantas e Tobias Barreto.
Possui asfalto da divisa até Bom Jesus da Lapa, quando se une à BR-430, por meio da Ponte Gercino Coelho. Novo trecho asfaltado está na cidade baiana de Seabra e depois somente nas proximidades de Aracaju, quando encontra a BR-235, sendo que, portanto, a grande maioria de seu trajeto é planejado.